# Dj Project

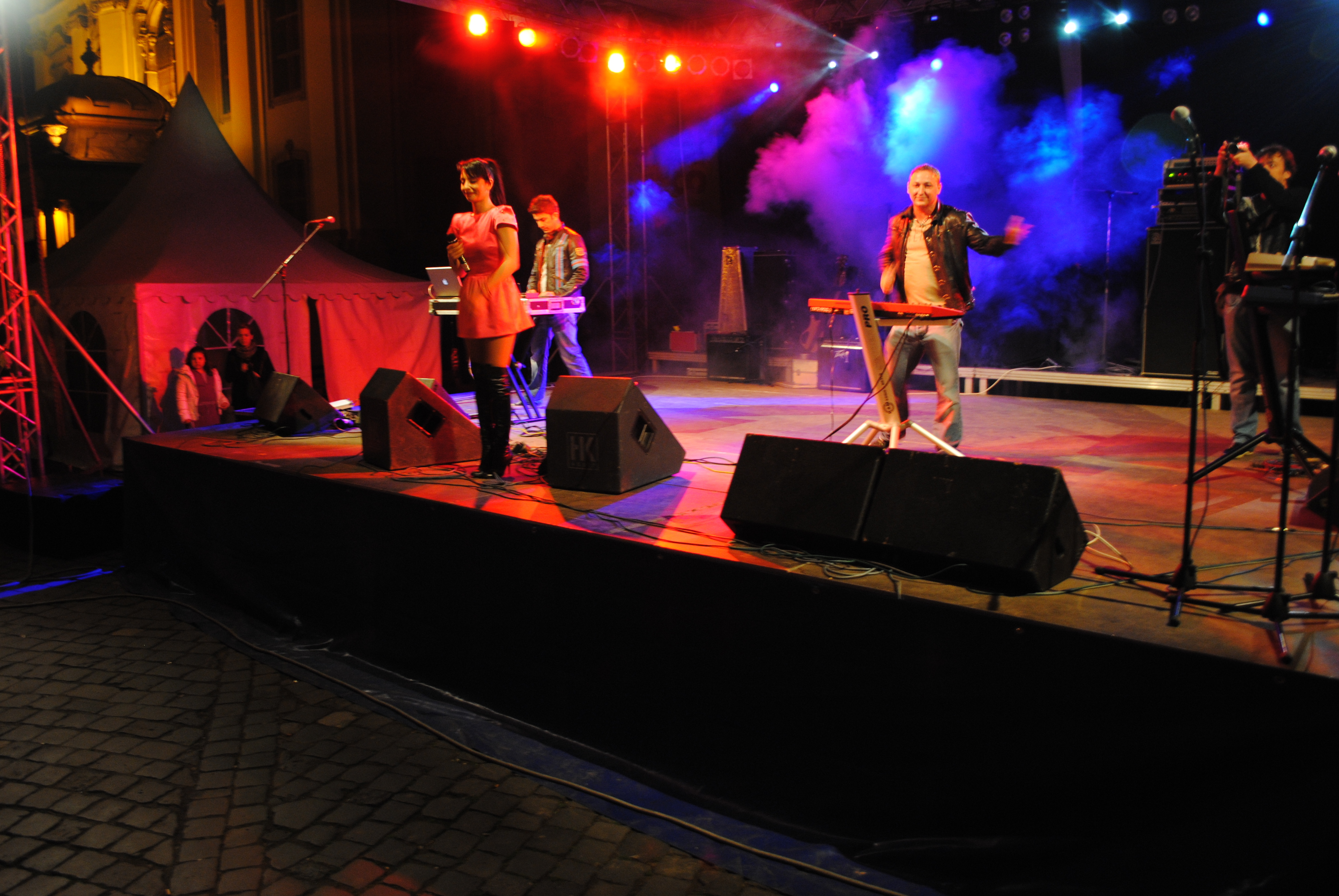
DJ Project - Viver concerto em ano 2010

Dj Project é uma banda romena surgida na década de 90 até a década de 2000 do tipo Dance music. Os integrantes são Iulia Kastron, Markus Himaf e Robertj Barsov.

## Singles
- 1997 - You Came
- 1998 - Let you go
- 2000 - Do you see for me
- 2003 - All she me
- 2004 - Cuca by